# Can Seguer (Lliçà d'Amunt)
Can Seguer és una masia situada al municipi de Lliçà d'Amunt, a la comarca catalana del Vallès Oriental. Es troba a la vora de la riera de Merdanç.